# Prenylierung

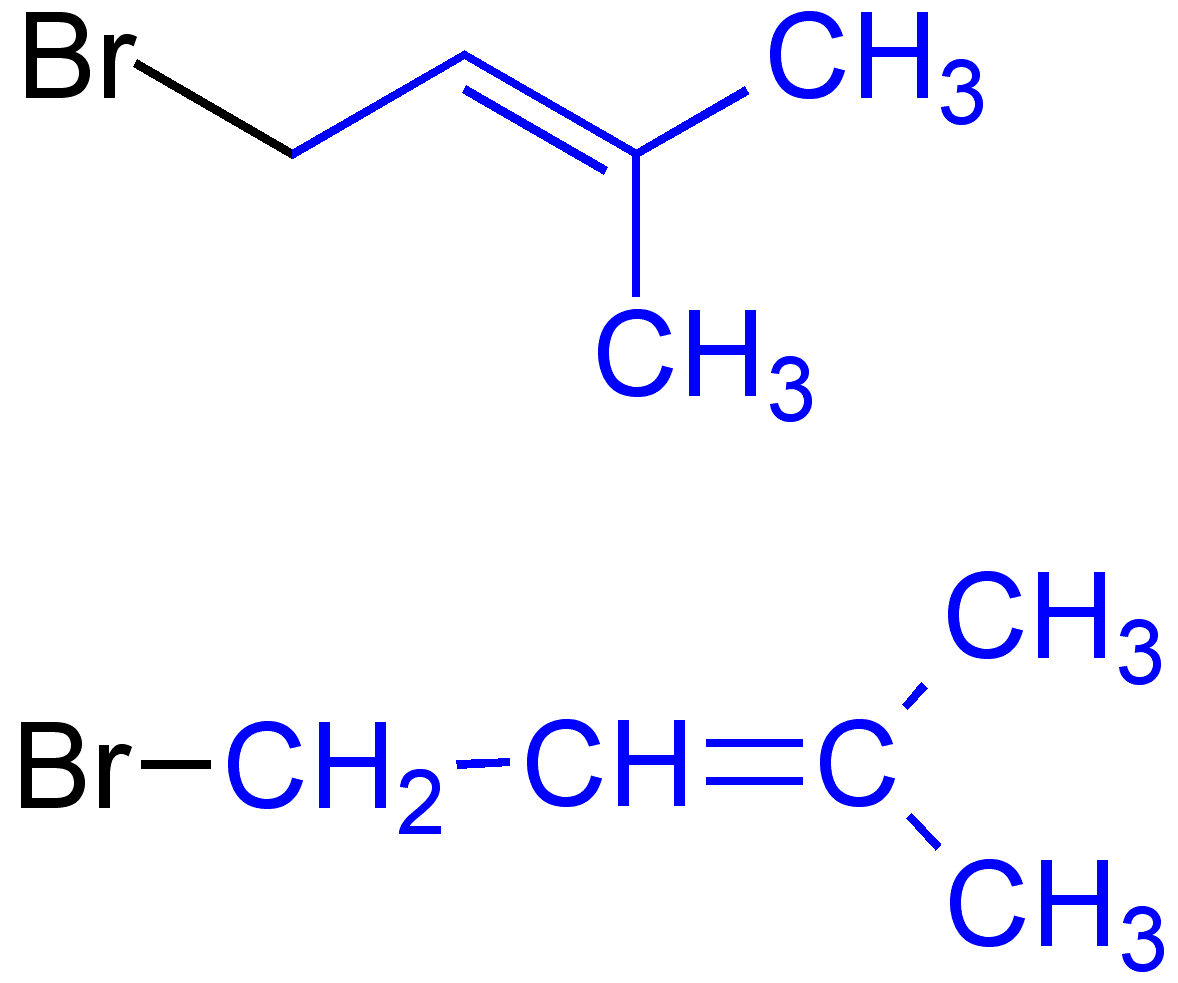
Je zwei verschiedene Präsentationen der Prenylgruppe (= Prenylrest) mit der Summenformel C_{5}H_{9} am Beispiel von Prenylbromid. Die Prenylgruppe ist blau markiert.– Der IUPAC-Name der Prenylgruppe ist 3-Methylbut-2-enyl.

Die Prenylierung bzw. Isoprenylierung ist ein biologischer Prozess, eine so genannte Posttranslationale Modifikation, also eine Veränderung von Proteinen nach der Translation. Dieser Prozess dient dem Erreichen der vollen Funktionstüchtigkeit des Proteins. Es kommt zur kovalenten Anheftung eines Terpen-Rests (z. B. Farnesol durch Farnesylierung aus Farnesylpyrophosphat, Geranylgeraniol durch Geranylgeranylierung aus Geranylpyrophosphat, Dolichol aus Dolicholpyrophosphat) an die Cysteinylreste von Proteinen. Dadurch entsteht eine große hydrophobe Gruppe, die es ermöglicht, das Protein stabil in der Membran zu verankern. Das Resultat der Prenylierung ist ein Lipoprotein.
Wichtige prenylierbare Proteine sind ras aus der Proteinfamilie der kleinen GTPasen, molekulare Schalter, die wichtig für Zellteilung und Wachstum sind, aber auch eine Schlüsselrolle für die Entstehung vieler Tumoren innehaben. Inhibitoren der Isoprenylierung, wie z. B. Farnesol als Hemmstoff der Farnesyltransferase und somit der Farnesylierung, erscheinen so als mögliche Wirkstoffe gegen Krebs.